# Andreas Cyffka
Andreas Cyffka   (Ehrenfriedersdorf, 14 de gener de 1963 - 13 de febrer de 2021) fou un pilot d'enduro alemany que va destacar en competició durant la dècada del 1980, en què va guanyar dos edicions del vas d'argent als Sis Dies Internacionals (ISDE) amb la selecció de la RDA.

## Biografia
Andreas Cyffka va començar la seva carrera esportiva el 1980 al motoclub MZ de Zschopau. El 1983 va entrar a l'equip de fàbrica de la MZ i l'any següent va aconseguir el seu primer èxit en guanyar, juntament amb la resta de l'equip de la RDA, el Vas d'argent als ISDE d'Assen (Països Baixos). Va repetir aquesta victòria l'any següent, 1985, a Alp (Cerdanya), el primer any en què l'antic Vas s'anomenava FIM Junior Trophy. El 1986 va quedar segon en aquesta competició per equips i el 1987, com a capità de l'equip de l'ADMV (la federació motociclista de la RDA) al Junior Trophy, va col·laborar a la victòria general en la classificació per clubs per un clar marge. El 1988 va passar a l'equip del Trofeu (el principal guardó en disputa als ISDE) per primera i única vegada, però a causa de l'absència de dos membres de l'equip per defectes tècnics, la RDA només va poder aconseguir el 16è lloc de la classificació general entre les 19 seleccions participants.
A finals de 1989, Cyffka va canviar de MZ a Husqvarna. Ja l'any següent va aconseguir el seu principal èxit individual al Rund um Zschopau -la primera cursa del recentment instaurat Campionat del Món d'enduro- en guanyar la categoria de 500cc 4T el primer dia davant del seu públic i quedar segon l'endemà, cosa que li va atorgar la victòria final a la prova. Cyffka es va retirar de les competicions el 1997, tot i que va seguir participant ocasionalment en proves de clàssiques. Va ser membre fundador i president del motoclub MEK i va estar especialment implicat en la promoció dels joves. A banda, des del 1996 va ser gerent a temps complet de la seva pròpia empresa de bastides a Drebach (Saxònia).
Andreas Cyffka es va morir a causa d'un càncer de llarga durada el 2021.